# Литературное направление
Литературное направление (англ. literary movement, фр. mouvement littéraire, нем. Literaturrichtung) — совокупность литературно-эстетических и духовных принципов, характерная для произведений многих писателей, сохраняющаяся и реализующаяся в их творчестве на протяжении некоторого исторического периода. Литературные направления складываются под влиянием исторических обстоятельств; вместе с тем иногда они имеют своих теоретиков и идеологов, в произведениях которых объясняются и обосновываются упомянутые принципы.
В источниках выделяются различные литературные направления:
- классицизм
- сентиментализм
- романтизм
- реализм
- модернистские течения (символизм, акмеизм, футуризм, сюрреализм, магический реализм, натурализм и др.)

## Список литературных направлений
Ниже представлен список современных литературных направлений, появившихся после эпохи Возрождения. Список является приблизительным, поскольку некоторые направления пересекаются.
| Направление                            | Описание | Видные авторы |
| -------------------------------------- | --- | --- |
| «Поэты-кавалеры»                       | Школа роялистских поэтов Англии XVII века. В основном это были рыцарские романы. Поэты позднее назвали себя «сыновьями Бена» в честь Бена Джонсона. | Ричард Лавлейс, Уильям Давенант |
| «Поэты-метафизики»                     | Направление поэтов Англии XVII века. Отличались завышенным самомнением, часто (хотя и не всегда) отражающимся в высказываниях о религии. | Джон Донн, Джордж Херберт, Эндрю Марвелл |
| Любовная литература                    | Романтическая литература, популярная в 1660—1730-е годы. Примечательна тем, что явилась предшественницей современной формы романа и развивалась благодаря творчеству некоторых выдающихся женских авторов.                                                                                                  | Элиза Хэйвуд, Деларивьер Мэнли, Афра Бен |
| «Августианский век»                    | Литературное направление XVIII века, основанное в основном на классических канонах, сатире и скептицизме. | Александр Поуп, Джонатан Свифт |
| «Буря и натиск» (нем. Sturm und Drang) | Предшественник романтизма. Название литературного движения восходит к одноимённой драме немецкого писателя Фридриха Максимилиана фон Клингера. Данные произведения обычно отличает наличие главного героя, ведомого чувствами, эмоциями и мотивами, которые идут вразрез с рационализмом эпохи Просвещения. | Иоганн Вольфганг Гёте, Фридрих Шиллер |
| Романтизм                              | Направление XIX века (1800-1860), ставящее эмоции и воображение выше логики и научной мысли. Отклик на возникновение эпохи Просвещения. | Мэри Шелли, Виктор Гюго, лорд Байрон, Камилу Каштелу Бранку, Адам Мицкевич                                                                                  |
| Тёмный романтизм                       | Американское направление XIX века, появившееся в ответ на идеи трансцендентализма. Считает человека изначально греховным и саморазрушительным существом, а природу - темной, таинственной силой. | Эдгар Аллан По, Натаниель Готорн, Герман Мелвилл, Эдвин Арлингтон Робинсон                                                                                  |
| Американский романтизм                 | В отличие от европейского романтизма, американская форма возникла чуть позже, была основана больше на художественной литературе, чем на поэзии, и включала в себя порой одностороннее понимание исторических фактов, особенно самых малоизученных аспектов американской истории.                            | Вашингтон Ирвинг, Натаниель Готорн, Амброз Бирс |
| Готическая литература                  | Направление, в котором романтические идеалы сочетаются с интересом к насилию и сверхъествественному. | Анна Радклиф, Брэм Стокер, Харпер Ли, Эдгар Аллан По |
| Озёрная школа или лейкисты             | Создатели направления — группа английских поэтов-романтиков конца XVIII — первой половины XIX века, которые писали о природе и возвышенном. | Уильям Вордсворт, Сэмюэл Тейлор Кольридж, Роберт Саути |
| Прерафаэлиты                           | Направление XIX века, в основном в Англии, основано якобы на разрушительных новшествах художника Рафаэля. Многие из них были одновременно и художниками, и поэтами. | Данте Габриел Россетти, Кристина Джорджина Россетти |
| Трансцендентализм                      | Американское направление XIX века. В нем философия и поэзия считаются самостоятельными течениями, независимыми от современных технологий. | Ральф Уолдо Эмерсон, Генри Дэвид Торо |
| Реализм                                | Направление конца XIX века, основанное на упрощении стиля и образа, а также интересе к бедности и повседневным заботам. | Гюстав Флобер, Уильям Дин Хауэллс, Стендаль, Оноре де Бальзак, Лев Николаевич Толстой, Фёдор Михайлович Достоевский, Фрэнк Норрис, Жозе Мария Эса де Кейрош |
| Натурализм                             | Конец XIX века. Сторонники считают, что наследственность и окружающая среда управляют людьми. | Эмиль Золя, Стивен Крейн, Ги де Мопассан, Теодор Драйзер |
| Веризм                                 | Направление, производное от натурализма и реализма, зародившихся в Италии после объединения. Подобная литература отличается детальной проработкой персонажей, основанной на психологии. По словам Джованни Верга это "наука о человеческом сердце".                                                         | Джованни Верга, Луиджи Капуана, Матильда Серао, Грация Деледда                                                                                              |